# Альтана (Куявсько-Поморське воєводство)
Альтана (пол. Altana) — село в Польщі, у гміні Добре Радзейовського повіту Куявсько-Поморського воєводства. 
У 1975—1998 роках село належало до Влоцлавського воєводства.